# Norton Shores
Norton Shores är en stad (city) i Muskegon County i Michigan. Vid 2020 års folkräkning hade Norton Shores 25 030 invånare.